# Szellemek harca (Bűbájos boszorkák)

## A Bűbájosok világa
A Bűbájos boszorkák (eredeti angol címén Charmed) egy sikeres amerikai televíziós sorozat, mely a világ három legerősebb jó boszorkányáról szól, akiket a természetfeletti társadalom „bűbájosok” néven, mindenki más pedig családnevük után „Halliwell”-ként ismer.
Ők Prue, Piper és Phoebe.
A bűbájosok egy San Franciscó-i régi kúriában élnek, mely generációk óta a családjukhoz tartozik.
Minden nővérnek különleges varázsereje van, amely befolyásolja életüket: Prue-é a telekinézis (akaratával dolgokat mozgat), Piper időt fagyaszt, Phoebe, a legkisebb testvér képessége pedig a jövőbe látás.
A filmsorozat a lányok mindennapi életét követi nyomon, aminek során képességeiket természetfeletti lények legyőzésére és az ártatlanok védelmére használják.
Ennek során találkozhatunk démonokkal, vámpírokkal, warlock-okkal és más alvilági lényekkel éppúgy, mint angyalokkal, nimfákkal és más földöntúli jó teremtményekkel.

## Szereplők
Főszereplők:
Szereplő Színész Magyar hang
Prudence "Prue" Halliwell Shannen Doherty Kéri Kitty
Piper Halliwell Holly Marie Combs Ullmann Mónika
Phoebe Halliwell Ayssa Milano Kökényessy Ági
További szereplők: [szerkesztés]
Szereplő Színész Magyar hang
Andy Trudeau Ted W. King Miller Zoltán
Darryl Morris Dorian Gregory Gergely Róbert
Leo Wyatt Brian Krause Boros Zoltán

## Történet
Piper elutazik, először hagyva magukra kettesben testvéreit.
Prue-nak dolgoznia kell, így Phoebe-re maradnak a ház körüli teendők, de neki nem fűlik hozzá a foga, hogy a listával foglalkozzon, inkább barátnőjével elmegy egy alcatrazi túrára.
A kiruccanás során tanúja lesz, ahogy egy boszorkánylelkekre vadászó női démon megöli az egyik őrt, aki a túrát vezeti, hogy lekötelezze Alcatraz szellemét.
A szellem - akiről később kiderül, hogy Jackson Ward, az egyik korábban kivégzett rab szelleme - belebújik a halott testbe, hogy így elhagyhassa a szigetet és bosszút állhasson azokon, akiknek közük volt a kivégzéséhez valamilyen módon.
A rendőrség egy különös ujjlenyomatot talál az egyik bizonyítékon. Mivel Andy már tud a lányok titkáról, (mert Prue korábban megmutatta neki a Buckland Aukciósházbeli irodájában), a lányok segítségét kéri az ügyben. Phoebe szerint az egy szellem ujjlenyomata, vagyis annak ektoplazmája, ami nyomot hagyott a tárgyon.
Amikor Andy elmegy a lányok házába, a padláson az Árnyékok könyve kinyílik előtte az Igazság Varázsigéjénél. Prue kénytelen bevallani, hogy korábban használta rajta ezt a varázsigét. Kicsit összekapnak a dolgon.
Prue és Phoebe úgy döntenek, hogy nincs más választásuk, mint használni az egyetlen varázsigét, amivel legyőzhetik a szellemet.
Hogy magukhoz csalják a szellemet, az Árnyékok Könyvében talált varázslat segítségével felhívják magukra a figyelmét:
A sírjára egy bájitalt öntenek, és egy fényképet tesznek a címükkel, hogy a szellem rájuk találhasson.
A varázsigéhez, amivel le tudják győzni Ward szellemét, azonban Prue-nak meg kell halnia, mert egy gonosz szellemet nem lehet legyőzni, csak az ő síkján, az asztrális síkon.
Egy erős bájitallal előidézik Prue halálát, hogy a szelleme elszórhassa az igézetet, megszabadulva a szellemtől.
A terv szépen halad, csakhogy Phoebe, akinek az lenne a feladata, hogy újraélessze Prue-t, eszméletét veszti a szellemmel tusakodva.
Szerencsére Andy a helyszínre siet és megteszi helyette.
Prue-t a főkönasszonya el akarja bocsátani a Buckland's-ből az újabb igazolatlan hiányzás miatt, azonban Andy újra közbeavatkozik, meggyőzve a főnököt, hogy Prue a rendőrségnek segített, ezért nem mondhatta el, hogy miért hiányzik a munkahelyéről.
Andy ezután tisztázza Prue-val, hogy végig gondolta, és nem tudné elfogadni, hogy boszorkány legyen a felesége, még ha Prue-t nagyon szereti is, mert igazából teljesen normális életet és családot szeretne. Így megegyeznek, hogy barátok maradnak.

## Varázslatok
The Truth Spell
Az Igazság Varázsigéje
For those who want the truth revealed, open hearts and secrets unsealed from now until it's now again, after which the memory ends. Those who are in this house, will hear the truth from other's mouth.
Aki az igazságot kívánja feltárni, annak a szívek és titkok feltárulnak mostantól egészen holnapig, amíg az emlékezésnek vége
nem lesz. Azok, akik most a házban vannak, csak igazat beszélnek és azt is hallanak.
"To Lure an Evil Spirit
Mix equal parts of mercury and acid with the blood of one of the Spirit's victims. Pour it over the grave of the one who is Evil. Leaving an epistle of your name and a counterfeit of your face. He will seek thee out forthwith."
/Nyers fordításban: "Bájital gonosz szellem odacsalogatásához:
Keverj össze azonos mennyiségú higanyt és savat, majd add hozzá a gonosz szellem egyik áldozatának vérét. Öntsd a bájitalt a gonosz sírjára, majd hagyj magad után egy feljegyzést a neveddel és képmásoddal. A szellem haladéktalanul a nyomodba fog szegődni." fordítás: Panda/
Az átok, amit kántálva Prue elpusztította a gonosz szellemet: "Hamu hamuval, szellem szellemmel, ezt a gonosz lelket most tüntesd el!"